# Ola, ola, ola
Ola, ola, ola, también titulada Mare Nostrum es una canción compuesta por el compositor español Augusto Algueró.

## Descripción
El tema canta a la intensidad de sentimientos de dos enamorados, separados por el Mar Mediterráneo.
Interpretada por primera vez por la actriz cómica catalana Mary Santpere en el Festival de la Canción del Mediterráneo de 1959, ocupando finalmente el tercer lugar en la clasificación.
La popularizaría ese mismo año Sara Montiel, que con la canción llegó a alcanzar el número uno en las listas de éxitos.
Una de las versiones más populares es la de la entonces estrella infantil Marisol, que la interpreta en su película Ha llegado un ángel (1962).
También ha sido versionada por Monna Bell (1959), Elder Barber (1959), Luisita Tenor, Rosita Fornés y Torrebruno (1959).